# Gojoe
Gojoe (五条霊戦記 GOJOE, Gojō Reisenki) és una pel·lícula d'acció japonesa jidaigeki de 2000 dirigida per Gakuryū Ishii. A diversos països de parla anglesa es va estrenar com a Gojoe: Spirit War Chronicle. És una fantasia històrica d’arts marcials ambientada al Japó medieval del segle XII abans de la Guerra Genpei.

## Trama
Després de l'aparent derrota Genji a la guerra pel Japó, un misteriós dimoni que s'amaga al pont de Gojoe a Kioto mata tots els guerrers Heike que intenten creuar-lo. Mentrestant, Musashibo Benkei, un samurai convertit en monjo budista per penediment pels seus crims passats, rep un senyal diví d'Acalanatha que li informa que només serà perdonat després de matar el dimoni. Prenent prestada una espasa sagrada d'una secta yamabushi, i contra la voluntat del seu mentor Ajari, Benkei es proposa destruir el monstre.
A l'escena d'un dels assassinats a Gojoe, Benkei es troba amb el seu vell rival Tankai, i també coneix un carronyer anomenat Tetsukichi, un antic armer que ara sobreviu del saqueig dels cadàvers de batalla. Una nit, durant un intent fallit del clan Heike de matar el dimoni mitjançant un gran nombre de tropes, Benkei descobreix que el suposat dimoni són en realitat tres guerrers emmascarats sobrehumans. Són Shanao, un jove místic i hereu dels Genji, i els seus dos servidors Gojin i Keshimaru. De tornada al seu refugi de la cova, Shanao és instat pel seu sacerdot Shoshinbo a prendre el comandament de l'exèrcit Genji desorganitzat per venjar-se dels Heike.
Benkei comença una recerca per localitzar la cova de Shanao acompanyat per Tetsukichi. Aleshores es revela que aquest últim solia ser un llegendari fabricant d'espases, però es va retirar perquè sōhei feien servir les seves armes per gaudir del vessament de sang, i només segueix a Benkei amb la promesa de saquejar la col·lecció d'espases capturades de Shanao. No obstant això, desenvolupa un respecte a contracor cap a Benkei després que aquest exorcitza una dona parturienta posseïda, Asagiri. Més tard en la seva recerca, arriben a un bosc maleït pels esperits malignes, que Benkei intenta desterrar, però és aturat pels encanteris enviats per Shanao. Benkei i Tetsukichi són arrestats pels soldats Heike, que porten el primer al seu líder Taira no Tadanori.
Tadanori demana l'ajuda de Benkei per consolidar el domini de Heike sobre el Japó, però Benkei es nega, després d'haver dedicat la seva vida a Buda. Tadanori ordena que Benkei estigui lligat sota el sol per turmentar-lo, després li fa un duel amb Tankai, volent que Benkei mostri el seu veritable poder. No obstant això, després d'haver abjurat el seu passat de guerrer, Benkei es nega, i va a ser executat quan Shanao i els seus servidors ataquen el lloc, la qual cosa provoca una batalla a tres en la qual mor en Tadanori. Ferit Tankai, Shanao s'enfronta amb Benkei i trenca l'espasa sagrada a causa de la reticència d'en Benkei a lluitar. Tanmateix, l'Ajari sembla espantar a Shanao i revelar que el senyal d'Acalanatha va ser en realitat una decepció.
Després de l'enfrontament, Shanao abandona la seva lleialtat als Genji i anuncia que lluitarà només per ell mateix. Visita l'Ajari, revelant-li que els déus han abandonat el món i presumir que només ell té el poder de fer-ho ara, i mata al vell mestre. Llavors Shanao inicia un aixecament iconoclasta matant monjos i profanant estàtues, la qual cosa propaga la bogeria per tota la terra, i desafia Benkei a un duel al pont. Trobant Tetsukichi viu entre els cadàvers dels guerrers d'Asagiri i Tankai, Benkei li demana que forgi l'espasa sagrada. En Tetsukichi se sent desesperançat, però després de veure en Benkei reviure místicament el nadó d'Asagiri com la seva última obra com a monjo, l'ajuda.
Shanao arriba al pont després d'haver assumit el nom de Yoshitsune, mentre que Benkei s'enfronta a ell mentre porta una armadura i porta múltiples armes, abraçant el seu ethos de guerrer. Els dos lluiten, només perquè l'espasa sagrada es torni a trencar. Tanmateix, Benkei ara utilitza la resta de les seves armes, que es destrueixen de la mateixa manera, i mentre està desarmat utilitza jujutsu. Encara que Yoshitsune sembla a prop de la victòria, Benkei anuncia que finalment li mostrarà la seva sang de dimoni i lluita contra ell amb un tros d'espasa. Yoshitsune apunyala a Benkei pel tors, però Benkei aixeca la peça cap al cel tempestuós, atraient un llamp que els mata a tots dos i destrueix el pont.
Després del duel, Shoshinbo es troba amb un grup d'emissaris dels Genji, als quals fa creure que Keshimaru i Gojin són respectivament Yoshitsune i un Benkei ara aliat. Al pont, un Tetsukichi cec pel llamp busca desesperadament Benkei entre les runes, però només troba el nadó, encara miraculosament viu.

## Repartiment
- Daisuke Ryu com a Musashibo Benkei
- Tadanobu Asano com a Shanao/Yoshitsune
- Masatoshi Nagase com a Tetsukichi
- Saburo Teshigawara com a Ajari
- Masakatsu Funaki com a Tankai
- Ittoku Kishibe com a Taira no Tadanori
- Jun Kunimura com a Suzaku-hougan
- Wui-Sin Chong (credited com a Yoshinobu Tei) com a Sashinbo
- Takahito Hosoyamada com a Keshimaru
- Atsushi Narita com a Gojin
- Taketoshi Naito com a the old man in the bridge
- Urara Awata com a Ashagiri
- Nobuhiro Suwa com a Taira no Kiyomori (flashback)
- Toshihiro Isomi com a Minamoto no Yoshitomo (flashback)
- Ikui Ishii com a Tokiwa Gozen (flashback)

## Producció
El productor de cinema Takenori Sento, que va ajudar a produir la trilogia Ring, volia crear un èxit de taquilla fent una pel·lícula d'acció en gènere jidaigeki.

## Estrena
La pel·lícula es va mostrar per primera vegada a Amèrica del Nord com a part del Festival Internacional de Cinema de Toronto de 2000. També es va mostrar a la secció Orient Express del XXXIV Festival Internacional de Cinema Fantàstic de Catalunya. La pel·lícula es va estrenar en cinemes el 7 d'octubre de 2001 al Japó.

## Premis
L'actor Tadanobu Asano va guanyar el premi al millor actor secundari als Hochi Film Awards l'any 2000 pel seu paper en aquesta pel·lícula i a Taboo.

## Recepció
Variety va donar a la pel·lícula una crítica mixta, afirmant que "Malgrat una obertura impressionant i un final adequadament titànic, el fil sobre diversos guerrers que es barallen entre ells durant l'Edat Fosca és molt llarg. gairebé dues hores i mitja i aviat s'apaga amb la seva interminable successió de jocs d'espases selvàtics." The Japan Times va comparar l'escena d'acció final amb els "episodis excessius de Dragonball Z i que la pel·lícula pot "atraure els mateixos nois que van convertir les pel·lícules de Ring en un esdeveniment, però això no farà que ningú oblidi Shichinin no Samurai. L'obra mestra de Kurosawa ofereix l'essència de la batalla amb una autoritat desgarradora." Film4 va donar a la pel·lícula una crítica positiva, afirmant que "El que li falta d'humor (i no n'hi hem trobat absolutament cap), Gojoe compensa amb la seva intensitat pura i implacable, cosa que pocs altres directors serien capaços de mantenir durant tant de temps."